# Шмалій Валерій Олександрович
Вале́рій Олекса́ндрович Шмалі́й (1986—2014) — солдат Збройних сил України. Учасник російсько-української війни.

## Короткий життєпис
Народився 1986 року в селі Бабайківка Царичанського району Дніпропетровської області. Закінчив бабайківську школу; Царичанське ПТУ, проходив практику в ТОВ «Україна». Працював охоронником, останнім часом мешкав та працював у Полтаві, звідки й був мобілізований.
Стрілець, 39-й батальйон територіальної оборони «Дніпро-2».
Ніс службу на блокпосту під Моспиним. 24 серпня 2014-го загинули на блокпосту — перехрестя доріг між селами Чумаки та Олександрівка — в часі наступу терористичних загонів — старший сержант батальйону «Дніпро-2» Олександр Жабінець, молодший сержант Сергій Ряженцев, солдат Валерій Шмалій та військовик, чия особа не встановлена. Тоді відбувався наступ у тил українським силам в Іловайську. 15 вересня 2014-го тіла ексгумували пошуковці місії «Експедиція-200», привезли до Запоріжжя.
Без Валерія лишилися батько Олександр Іванович, мама Наталія Миколаївна, молодший брат Олександр, наречена Віталіна.
Упізнаний за експертизою ДНК. Похований у Бабайківці 17 грудня 2014 року.

## Нагороди та вшанування
За особисту мужність і героїзм, виявлені у захисті державного суверенітету та територіальної цілісності України, вірність військовій присязі під час російсько-української війни, відзначений — нагороджений
- 27 червня 2015 року — орденом «За мужність» III ступеня.
- Його портрет розміщений на меморіалі «Стіна пам'яті полеглих за Україну» в Києві: секція 3, ряд 8, місце 9
- Вшановується 24 серпня на щоденному ранковому церемоніалі вшанування українських захисників, які загинули цього дня у різні роки внаслідок російської збройної агресії[2]